# 游戏演示
游戏演示或试玩版游戏（英語：game demo）是指由游戏开发商或发行商提供的有限版本电子游戏，其主要目的是让玩家在购买完整版本前体验游戏内容。这种试玩版通常以特定方式限制游戏体验，例如时间限制、内容限制或功能限制。
试玩版游戏主要分为可玩试玩版和不可玩试玩版。可玩试玩版提供与完整游戏相同的游戏玩法，但通常限制进度到某个特定点，有时会禁用某些高级功能。这些试玩版是完整游戏的精简版本，限制游戏玩法到特定关卡、仅允许访问部分功能，或限制可玩时间。而不可玩试玩版本质上是游戏的预告片等效物，是游戏玩法的录制内容，通过视频或使用游戏自身引擎展示游戏特性。